# FCアラクス・アララト
FCアラクス・アララトは、アルメニアのアララトをホームタウンとするサッカークラブ。

## 歴史
クラブは1993年から1999年までTsementのクラブ名で活動し、2000年にアラクスに改称した。1998年、プレミアリーグとインデペンデンスカップ、スーパーカップの3冠を達成した。1999年にインデペンデンスカップ、2000年にはプレミアリーグで2回目の優勝を果たした。2000年シーズン後に財政問題により、スポンサーが変更され、新しいクラブはエレバンに登録された。
エレバンに登録されたクラブは2001年8月20日にFCスパルタク・エレバンに改称され、2003年にFCバナンツと合併した。
2002年、ユースチームの選手を中心に構成されたFCアラクス・アララトはファーストリーグで2位に終わったが、優勝したFCアルマヴィルが資金難によりライセンスを取得できなかったため、代わりにプレミアリーグに昇格した。2003年、プレミアリーグ最下位に終わり降格した。 2005年に撤退した。

## タイトル
- アルメニア・プレミアリーグ：2回
  - 1998, 2000
- アルメニア・インデペンデンスカップ：2回
  - 1998, 1999
- アルメニア・スーパーカップ：1回
  - 1998

## 欧州の成績
| シーズン  | 大会                       | ラウンド  | 対戦相手                   | ホーム | アウェー | 合計 |
| --------- | -------------------------- | --------- | -------------------------- | ------ | -------- | ---- |
| 1998-99   | UEFAカップウィナーズカップ | 予選      | ローザンヌ・スポルト       | 1-2    | 1-5      | 2-7  |
| 1999-2000 | UEFAチャンピオンズリーグ   | 予選1回戦 | ジャルギリス・ヴィリニュス | 0-3    | 0-2      | 0-5  |
| 2001-02   | UEFAチャンピオンズリーグ   | 予選1回戦 | シェリフ・ティラスポリ     | 0-1    | 0-2      | 0-3  |